# 髙桑宗右ヱ門
髙桑 宗右ヱ門（たかくわ そうえもん、1951年 - ）は、日本の経営工学者。名古屋大学名誉教授、中央大学教授。元日本情報経営学会会長。

## 人物・経歴
名古屋市生まれ。1970年名古屋学院高等学校卒業。1975年名古屋工業大学工学部経営工学科卒業。1977年東京工業大学大学院理工学研究科経営工学専攻修士課程修了、工学修士、大阪大学工学部産業機械工学科助手。

1982年ペンシルベニア州立大学大学院博士課程修了、Ph. D.（経営工学）。同年愛知工業大学工学部経営工学科講師。1985年東洋大学経営学部助教授。1992年同教授。1994年名古屋大学経済学部教授。1996年、博士（経済学）（名古屋大学）の学位を取得。
1999年北京理工大学経済管理学院兼職教授。2000年西南交通大学管理経済学院顧問教授。2004年名古屋大学大学院経済学研究科産業経営システム専攻長・経済学部経営学科長。2005年」名古屋大学大学院経済学研究科附属国際経済動態研究センター長。2006年名古屋大学大学院経済学研究科附属国際経済政策研究センター長、名古屋大学大学院経済学研究科副研究科長。
2008年日本情報経営学会会長。2009年天津大学管理学院客座教授、技術士（経営工学部門、総合技術監理部門）。2010年南開大学泰達学院客座教授。2013年ベトナム国家大学ディスティングイッシュトプロフェッサー。2015年中央大学理工学部経営システム工学科教授、名古屋大学名誉教授。日本ロジスティクスシステム学会副会長なども務めた。

## 著書
- 『CIM生産システムのシミュレーション最適化 : 理論と実践』コロナ社 1994年
- 『FA/CIMの経済性分析』中央経済社 1995年
- 『東アジアのモノづくりマネジメント : technology management』（編著）中央経済社 2012年
- 『モノづくりと環境のマネジメント : Environmental Management』（編著）中央経済社 2013年
- 『オペレーションズマネジメント : 生産・サプライチェーンの管理』中央経済社 2015年

## 受賞
- 工作機械技術振興賞論文賞 1984年[2]
- Modelling and Simulation 1992 Best Paper Award 1992年[2]
- 井上賞 1993年[2]
- 日中OA・情報管理国際会議最優秀論文賞 1993年[2]
- DAAAM International 2006年Medal（大賞） 2006年[2]
- 日本オペレーションズ・リサーチ学会学会賞事例研究賞 2007年[2]
- DAAAM International Jubilee Gold Medal 2011年[2]